# Sauerländisches Volksblatt

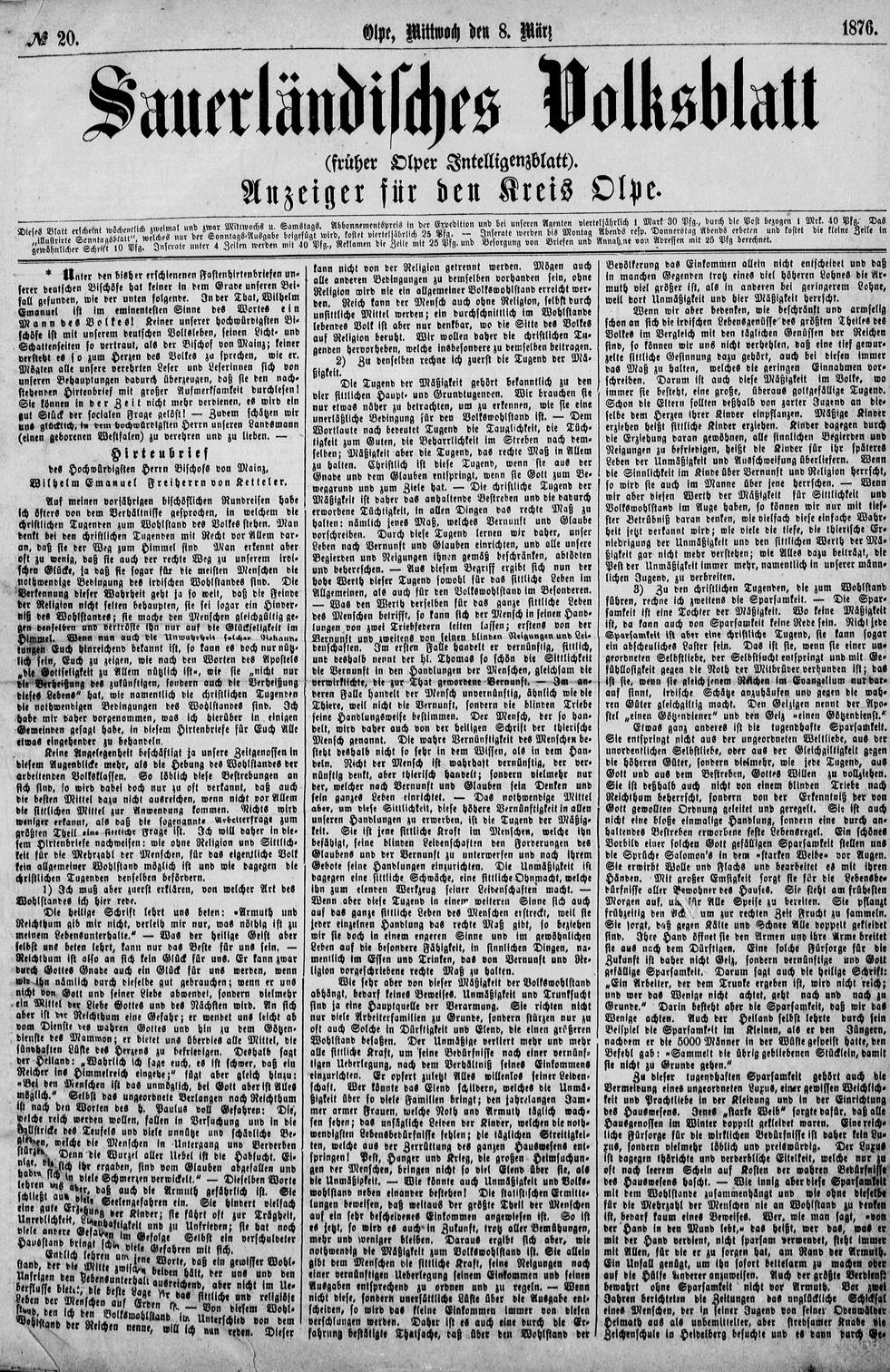
Sauerländisches Volksblatt 8. März 1876

Das Sauerländische Volksblatt war eine von 1876 bis 1941 erscheinende katholisch geprägte Zeitung. Nach dem Zweiten Weltkrieg erschien sie von 1949 bis zur endgültigen Einstellung 1979. Sie geht auf das seit 1840 erscheinende Olper Kreis-Blatt direkt zurück. Das Verbreitungsgebiet beider Blätter war der Kreis Olpe.

## Entstehung des Olper Kreis-Blattes
Eine erste Zeitung im Kreis Olpe, das „Wochenblatt für den Kreis Olpe“, erschien im Januar 1837. Sie war nicht erfolgreich und wurde bereits fünf Monate später eingestellt. Einen neuen Anlauf wagte der aus Berlin stammende evangelische Verleger Theodor Mietens mit dem Olper Kreis-Blatt. Er war Herausgeber, verantwortlicher Redakteur und Drucker des Blattes. Die Zeitung erschien ab dem 29. Februar 1840 jeden Samstag in einem Umfang von vier Seiten in einem Format von 18 × 23 cm. Die Konzession enthielt das Verbot von Beiträgen über „Religion, Politik, Staatsverwaltung und Geschäfte der Gegenwart“. Auch dank der Unterstützung der Behörden konnte die Auflage in den ersten Jahren stetig gesteigert werden. Im Jahr 1841 betrug die Auflage fast 500 Exemplare. Die Verbreitung ließ in den kommenden Jahren allerdings deutlich nach.
Mietens verkaufte das Blatt 1849 an den aus Olpe stammenden Franz Xaver Ruegenberg, der als Buchbinder arbeitete und seit 1848 auch einen Buchhandel betrieb. Der Druck erfolgte weiter bei Mietens. Für die Revolutionszeit von 1848/19 könnte der ungekrönte Doppeladler im Zeitungskopf auf ein großdeutsches Selbstverständnis hindeuten.

## Wandel zum katholischen Blatt
Im Zusammenhang mit der Reaktionszeit verzichtete Ruegenberg 1851 auf den Doppeladler. Das Blatt richtete sich auch inhaltlich neu aus. Neben den amtlichen Bekanntmachungen und belehrenden Beiträgen brachte die Zeitung nun auch politische Nachrichten ausdrücklich erwähnt „mit unseren Ansichten,“ wie es in einem programmatischen Beitrag vom 8. März 1851 heißt. Auch wollte es über Handel und Gewerbe berichten. Die „größte Sorgfalt in materieller und geistiger Beziehung schenken wir dem Landmann und Handwerker in Stadt und Dorf. Das Allerwichtigste für uns ist die Religion. Es kann zwar unsere Aufgabe nicht sein, im Kreisblatt Glaubens- und Sittenlehren vorzutragen, aber was man auf kirchlichem Boden sät, pflanzt und unterwühlt, darauf werden. Wenn wir unser Programm in zwei Worte zusammenfassen, so heißt es: Religion und Arbeit, sind der goldene Boden des Volke.“ Diese Position als dezidiert katholische Zeitung behielt das Blatt im Grunde bis zum Beginn der Zeit des Nationalsozialismus.
Landrat Adolf Freusberg bescheinigte dem Blatt 1863 eine „konservative Gesinnung.“ Es sei den Bestrebungen der Regierung nie feindlich entgegengetreten, auch wenn es nicht immer dieselbe Ansicht vertrat. Eine „demokratische Tendenz“ wäre indes nicht zu erkennen. Die dezidiert katholische Ausrichtung weckte bei den noch vorhandenen liberalen Kräften Widerspruch. Heinrich Kreutz, Mitglied der Fortschrittspartei und mehrfach Mitglied im preußischen Abgeordnetenhaus, schlug dem Landrat die Gründung eines neuen nicht „ultramontanen“ Kreisblattes vor. Ohne Unterstützung des Landrates Freusberg scheiterte dies mehrere Jahre verfolgte Projekt.
In den Jahren 1860 und 1868 wurde das Format jeweils vergrößert. Das bot seit 1868 die Möglichkeit für eine Erweiterung der Inhalte um Erzählungen, lokale Nachrichten, Anzeigen und Behandlung von landwirtschaftlichen, gewerblichen und politischen Themen. Im Jahr 1863 lag die Auflage bei etwa 700 Exemplaren. Während des Krieges von 1866 und des Deutsch-Französischen Krieges von 1870/71 erschien die Zeitung mit einer umfangreichen Kriegsberichterstattung zweimal wöchentlich.

## Sauerländisches Volksblatt
Der Kulturkampf wirkte sich direkt auf die Verhältnisse in Olpe aus, wo die Pfarrstelle zwischen 1873 und 1886 – mit einer kurzen Unterbrechung – unbesetzt blieb. Katholisch orientierte Zeitungen verloren immer öfter das Recht sich „amtliches Kreisblatt“ zu nennen. Auch wenn Landrat Freusberg sich darum bemühte, dass das Blatt weiterhin die amtlichen Bekanntmachungen drucken durfte, verlor es dieses Privileg. Die Bekanntmachungen erschienen ab Ende 1874 im Kreisblatt des Kreises Siegen.
Für kurze Zeit firmierte die Zeitung ab 1874 unter Olper Intelligenz-Blatt. Seit 1876 erschien sie unter dem Titel „Sauerländisches Volksblatt“. Sie erschien nun regelmäßig mittwochs und samstags. In den Jahren 1875 und 1876 kam es zu mehreren Pressprozessen gegen die nun noch deutlich „ultramontan“ auftretende Zeitung. Mit dem Abflauen des Kulturkampfes bemühte sich der Verleger in den 1880er Jahren wieder um den Status eines amtlichen Kreisblattes. Dazu kam es erst 1895. Seit 1895 trug die Zeitung den Untertitel „Anzeiger für das Sauerland und speziell für den Kreis Olpe“. Seit demselben Jahr erfolgte der Druck in der Druckerei F. X. Ruegenberg. Chefredakteur war um die Jahrhundertwende Franz Xaver Ruegenberg, ein Enkel des Zeitungsgründers. Dieser war Vorsitzender der lokalen Zentrumspartei und zwischen 1890 und 1899 Stadtverordneter sowie Leiter des Cäcilienvereins, eines katholisch ausgerichteten Gesangvereins.
Seit 1887 erschien das Volksblatt dreimal und seit 1908 viermal wöchentlich. Damit war es zu einer Tageszeitung geworden. Die Zahl der Abonnenten lag bei 1450.
Zu Beginn der nationalsozialistischen Herrschaft wurde der Chefredakteur Eduard Ruegenberg im Oktober 1933 vorübergehend in „Schutzhaft“ genommen. Vom 3. bis 9. Mai 1934 wurde Erscheinen wegen politisch missliebiger Artikel verboten. In der Folge passte sich das Blatt der Linie des neuen Regimes an. Wie andere Blätter auch musste das Blatt im Zweiten Weltkrieg Ende Mai 1941 ihr Erscheinen einstellen. Nachfolgeblatt im Verbreitungsgebiet war die nationalsozialistische Westfälische Landeszeitung – Rote Erde.
Seit August 1945 druckte Ruegenberg mit dem Olper Kreisblatt ein amtliches Mitteilungsblatt. Zu einem nicht klaren Zeitpunkt erschien zunächst der „Neue Westfälische Kurier“ mit dem alten Titel „Sauerländer Volksblatt“ als Untertitel. Ab 1949 erschien das Blatt wieder unser seinem gewohnten Namen. Nach einem Eigentümerwechsel und zurückgehenden Verkaufszahlen wurde die Zeitung 1979 eingestellt.
Die Zeitung wurde für das Zeitungsportal NRW digitalisiert und online zugänglich gemacht.